# 時空警察ヴェッカーχ ノエルサンドレ
『時空警察ヴェッカーχ ノエルサンドレ』（じくうけいさつヴェッカーカイ ノエルサンドレ）は、日本の舞台作品。2011年11月1日から11月6日まで、東京都杉並区の荻窪かいホールで上演された。時間と歴史を守る未来の刑事の姿を描くSF作品群「時空警察ヴェッカーシリーズ」の1つである。本項では2014年の再演作品『時空警察ヴェッカー改 ノエルサンドレ』についても記述する。

## 概要

### 初演

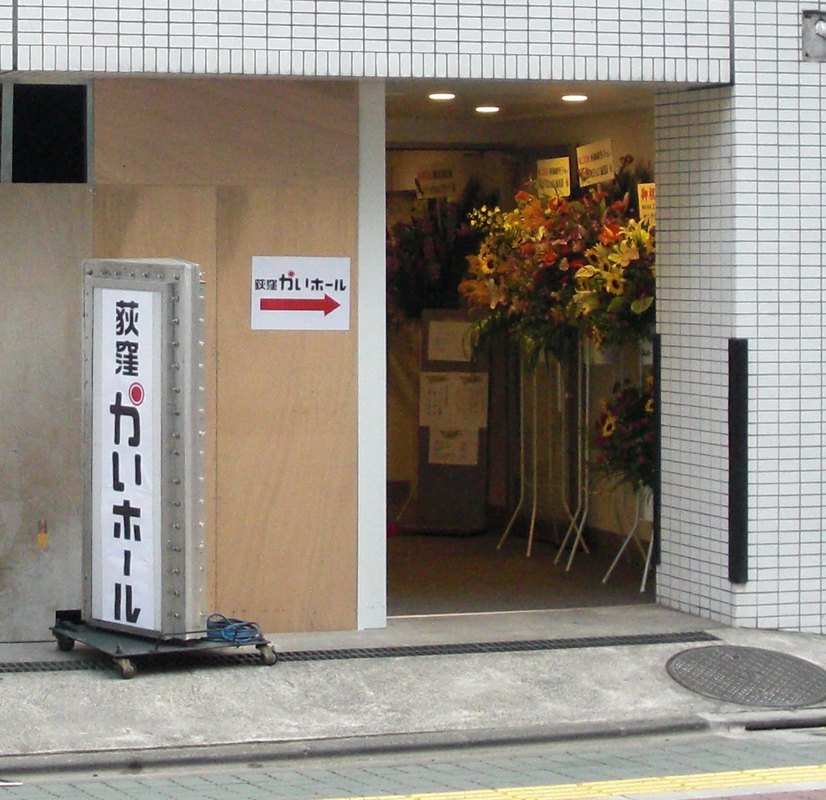
会場の「荻窪かいホール」。本舞台公演時に撮影。

同年2月に上演されたシリーズ10周年記念作品『時空警察ヴェッカーサイト』に続く舞台作品第2弾。シリーズ10周年記念作品第2弾でもあり、今後の10年に向けての作品と位置づけられている。
男女混成チームを主演陣とした前作『ヴェッカーサイト』に対し、女性中心のキャストで演じ続けたシリーズへの原点回帰の意味で、出演者はすべて女性のみで構成されている。主演は女性アイドルグループ・SUPER☆GiRLSに当時所属していた宮崎理奈と八坂沙織であり、2人の舞台初出演としても話題となった。本シリーズの過去作品からは、『時空警察ヴェッカーシグナ』で主役陣の1人・夏沢るり香を演じた彩月貴央が、同じ役柄で出演している。
2012年6月には、直接の続編である舞台作品『時空警察ヴェッカーχ 彷徨のエトランゼ（以下、『彷徨のエトランゼ』と略）が上演された。
2022年2月には「時空警察シリーズ」の一つとして、本作を脚色した舞台作品『時空警察SIG-RAIDER シグレイダー 〜刻醒（エヴェイユ）〜』が上演された。

### 再演
2014年4月23日から4月27日まで、『時空警察ヴェッカー改 ノエルサンドレ』の題で、小劇場B1で上演された。
内容的には、ストーリーや登場人物を分かりやすいよう、若干のアレンジが施されている。キャスト陣は初演時から一新されており、前述の「夏沢るり香」は登場せず、『彷徨のエトランゼ』の登場人物である「時空刑事レピス」が同じ立ち位置で登場した。
人気シリーズだけにゲネプロ時点でチケットが完売するほどの盛況となり、公演終了翌月の2014年5月12日と5月19日に、アメーバスタジオで舞台公演が配信された。同年11月5日、時組（昼の部出演者）空組（夜の部出演者）双方の公演分の2枚組によるDVDが発売された。

## あらすじ
未来の世界からやって来た新人時空刑事のリンとアリサが、2011年のクリスマス近くの聖サンジェルマン女学院高等部を訪れた。2人の使命は、時空犯罪者による歴史改変の阻止。しかし2人には、大切な人を死の運命から救うことが時空犯罪にあたるという重責が伸し掛かっていた。

## 登場人物
時空刑事リン / 明日香 輪（あすか りん）
新人時空刑事。未熟だが戦闘能力は高い。元気で明るく、心の優しい性格。
時空刑事アリサ / 麻宮 亜里沙（あさみや ありさ）
リンと同期の新人時空刑事。お嬢様育ちで、エリートコースへの道を歩んでいる。
サポートドロイド・アル
リンとアリサの行動をサポートするアンドロイド。人間ではないために感情はないが、人間に近い個性を持つ。
山根 亜美（やまね あみ）
聖サンジェルマン女学院高等部3年生。トップの成績のために科学部の部長を務めているが、引っ込み思案で、副部長のるり香（再演時はミコト）のほうが部長にふさわしいと思っている。
夏沢 るり香（なつざわ るりか）
初演時のみ登場。聖サンジェルマン女学院高等部3年生で、科学部の副部長。かつての時空刑事研修生だが、最終的には時空刑事の任務を辞退し、それまでの記憶を消去された上で現代世界の一般人となった。
宇佐木 ミコト（うさぎ ミコト）
再演時のみ登場。聖サンジェルマン女学院高等部3年生で、科学部の副部長。正体は『彷徨のエトランゼ』で登場した時空刑事レピスだが、本人はその記憶を失っている。
時空特捜トレミー / 十川 レミ（とがわ レミ）
リンとアリサを監視する謎の時空捜査官。2人の上司を名乗って任務を伝えるが、アルは彼女の正体に疑惑を抱いている。
時空刑事リタ / 神凪 リタ（かみなぎ リタ）
再演時のみ登場。『彷徨のエトランゼ』で登場した時空刑事で、アリサたちが憧れる時空監理官。
波佐間 美咲（はざま みさき）、黒田 澄穂（くろだ すみほ）
警視庁知能犯捜査課の刑事。神代恭一の死を調査するために学園を訪れる。
オラクル・メリー、オラクル・クリス、オラクル・マス
歴史の中で消失するはずの美術品を盗み出して売りさばく未来の犯罪者「時空怪盗オラクル」の3人組。聖サンジェルマン女学院に盗みに入り、事件に巻き込まれる。
芹川 葵（せりかわ あおい）、田添 砂姫（たぞえ さき）、紫堂 涼子（しどう りょうこ）、古川 八重（ふるかわ やえ）、平野 広海（ひろの ひろみ）
聖サンジェルマン女学院の個性豊かな科学部部員たち。
沢渡 真琴（さわたり まこと）、日比野 ゆかり（ひびの ゆかり）
聖サンジェルマン女学院のクリスマス会実行委員たち。
野分 美幸（のわけ みゆき）
聖サンジェルマン女学院の美術教師。
シャイロック
契約者の指令のもとに行動する女性型の戦闘用アンドロイドたち。

## キャスト
主要キャスト以外は、昼の部の出演者「時組」と夜の部の出演者「空組」の2グループによるダブルキャスト。以下の「時」は時組の公演時、「空」は空組の公演時のキャストを指す。なお再演時のキャスト表記は時空刑事アリサ（加藤里保菜）→時空刑事リン（ちーちゃん）。
| 役名                        | 初演                     | 初演                     | 再演                               | 再演                               |
| 役名                        | 時                       | 空                       | 時                                 | 空                                 |
| --------------------------- | ------------------------ | ------------------------ | ---------------------------------- | ---------------------------------- |
| 時空刑事リン 明日香 輪      | 宮崎理奈 （SUPER☆GiRLS） | 宮崎理奈 （SUPER☆GiRLS） | ちーちゃん                         | ちーちゃん                         |
| 時空刑事アリサ 麻宮亜里沙   | 八坂沙織 （SUPER☆GiRLS） | 八坂沙織 （SUPER☆GiRLS） | 加藤里保菜                         | 加藤里保菜                         |
| サポートドロイド・アル      | 蒼井ちあき               | 蒼井ちあき               | なあ坊豆腐@那奈                    | なあ坊豆腐@那奈                    |
| 山根亜美                    | 栞菜                     | 栞菜                     | 下垣真香                           | 下垣真香                           |
| 夏沢るり香                  | 彩月貴央                 | 彩月貴央                 | -                                  | -                                  |
| 時空刑事レピス 宇佐木ミコト | -                        | -                        | 斎藤亜美                           | 斎藤亜美                           |
| 時空特捜トレミー 十川レミ   | 百川晴香                 | 百川晴香                 | 加藤沙耶香                         | 加藤沙耶香                         |
| 時空刑事リタ 神凪リタ       | -                        | -                        | 廣川奈々聖（特別出演）             | 廣川奈々聖（特別出演）             |
| 波佐間美咲                  | 小山由希帆               | 相馬絵美                 | 大友歩                             | 大友歩                             |
| 黒田澄穂                    | 杉本莉真                 | 岡田れえな               | 金田瀬奈                           | 金田瀬奈                           |
| オラクル・メリー            | 榊原美紅                 | 神田東来                 | 松本あきな                         | 松本あきな                         |
| オラクル・クリス            | 板倉美穂                 | 飯田陽子                 | 仲田沙良                           | 仲田沙良                           |
| オラクル・マス              | 今野梨奈                 | 金城真央                 | 秋山ゆずき                         | 秋山ゆずき                         |
| 芹川葵                      | 吉越千帆                 | 渡邊エリー               | 和地つかさ                         | 森山千菜美                         |
| 田添砂姫                    | 荘司里穂                 | 山崎怜奈                 | 荘司里穂                           | 上山紗奈                           |
| 紫堂涼子                    | 長島実咲                 | 小野木里奈               | 望月海羽                           | 岩崎舞                             |
| 沢渡真琴                    | 木村有希                 | 渡辺麗奈                 | 花梨                               | 荒木未歩                           |
| 日比野ゆかり                | 村瀬綾里子               | 黒田里々愛               | 小林千莉                           | 守岡瑞記                           |
| 古川八重                    | さいとう光恵             | 田中萌亞名               | 長澤佳歩                           | 山口りえ                           |
| 平野広海                    | 木内江莉                 | 濱島優子                 | 澤田樹里亜                         | 花井円香                           |
| 野分美幸                    | 小坂真名美               | 高橋のぞみ               | 大藤由佳                           | 大藤由佳                           |
| シャイロック・ホロン        | 永井裕子                 | 永井裕子                 | 高橋里菜                           | 高橋里菜                           |
| シャイロック                | 津留慶子、成田レナ       | 津留慶子、成田レナ       | 赤間千咲都、高見彩己子、佐川美智佳 | 赤間千咲都、高見彩己子、佐川美智佳 |
| 時空刑事ディアナ            | 仲谷明香（AKB48）        | 仲谷明香（AKB48）        | -                                  | -                                  |
| MUI                         | 栗山夢衣                 | 栗山夢衣                 | -                                  | -                                  |
| 時空刑事ヘカテ              | 南場映里                 | 南場映里                 | -                                  | -                                  |
| 時空刑事アルテミス          | 鮎川穂乃果               | 鮎川穂乃果               | -                                  | -                                  |
| 時空刑事レナリー            | しほの涼                 | しほの涼                 | -                                  | -                                  |

## スタッフ
|                | 初演                                                                | 再演                                                 |
| -------------- | ------------------------------------------------------------------- | ---------------------------------------------------- |
| 原作           | 畑澤和也                                                            | -                                                    |
| 脚本           | 畑澤和也                                                            | 畑澤和也                                             |
| 演出           | 畑澤和也                                                            | 伊勢直弘                                             |
| 共同脚本       | 麻草郁                                                              | 麻草郁                                               |
| 照明           | 榊原大輔                                                            | 奥田賢太(colore)                                     |
| 美術           | 赤杉琢磨                                                            | 伊藤新                                               |
| 舞台監督       | 小林祐介                                                            | 伊藤新                                               |
| 音楽           | 神津裕之                                                            |                                                      |
| 振付           | megu                                                                | 金田瀬奈                                             |
| スチール       | Reimon                                                              | 高橋優也                                             |
| デザイン       | AMICORYU                                                            | AMICORYU                                             |
| HP             | 小和田明                                                            | 小和田明                                             |
| 制作           | ノエルサンドレ実行委員会 アリスインプロジェクト（鈴木正博・Reimon） | アリスインプロジェクト                               |
| 制作協力       | 劇団6番シード                                                       | アンデム、藤岡真由美、オフィスAdaD MAGMA、STUDIO K‘z |
| プロデューサー | 藤井直人                                                            | 美濃部慶、押田美和(TeamAZURA)                        |
| 製作           | サラエンタテインメント                                              | 時空警察ヴェッカー改実行委員会                       |